# Maiko Kanō
Maiko Kanō (狩野舞子?, Kanō Maiko; Mitaka, 15 luglio 1988) è un'ex pallavolista giapponese, nel ruolo di palleggiatrice.

## Carriera
La carriera di Maiko Kano, la sorella minore dell'ex pallavolista Miyuki Kano, inizia nei vari tornei scolastici del Giappone, giocando nel ruolo di schiacciatrice. Nella stagione 2007-08 inizia la carriera professionista con le Hisamitsu Springs, con le quali gioca per tre stagioni, vincendo una Coppa dell'Imperatrice e disputando una finale scudetto, persa contro le Toray Arrows. Nel 2009 debutta in nazionale, classificandosi nello stesso anno al terzo posto al campionato asiatico e oceaniano.
Nella stagione 2010-11 viene ingaggiata per la prima volta all'estero, dalla Pallavolo Villanterio di Pavia nella Serie A1 italiana, concludendo tuttavia la stagione con una retrocessione; la stagione successiva gioca in Turchia col Beşiktaş Jimnastik Kulübü, classificandosi al nono posto e fallendo l'accesso ai play-off scudetto. Con la nazionale el 2011 è finalista al campionato asiatico e oceaniano, mentre nel 2012 è medaglia di bronzo ai Giochi della XXX Olimpiade di Londra.
Nella stagione 2012-13 ritorna a giocare in Giappone nel nuovo ruolo di palleggiatrice con le Hisamitsu Springs, con le quali si aggiudica nuovamente la Coppa dell'Imperatrice, per poi vincere per la prima volta in carriera lo scudetto, il Torneo Kurowashiki ed il V.League Top Match. Nella stagione successiva si aggiudica ancora una volta la Coppa dell'Imperatrice, lo scudetto e il campionato asiatico per club.
Nel campionato 2014-15 si aggiudica nuovamente la Coppa dell'Imperatrice, ritirandosi al termine dell'annata, ritornando tuttavia sui suoi passi nel campionato 2016-17, quando firma per le PFU BlueCats, neopromosse in V.Premier League.

## Palmarès

### Club
- Campionato giapponese: 2

2012-13, 2013-14
- Coppa dell'Imperatrice: 4

2009, 2012, 2013, 2014
- Torneo Kurowashiki: 1

2013
- / V.League Top Match: 1

2013
- Campionato asiatico per club: 1

2014

### Nazionale (competizioni minori)
- Montreux Volley Masters 2011